# Saint-Maixent-de-Beugné
Saint-Maixent-de-Beugné is een gemeente in het Franse departement Deux-Sèvres (regio Nouvelle-Aquitaine) en telt 298 inwoners (2005). De plaats maakt deel uit van het arrondissement Niort.

## Geografie
De oppervlakte van Saint-Maixent-de-Beugné bedraagt 11,2 km², de bevolkingsdichtheid is 26,6 inwoners per km².
De onderstaande kaart toont de ligging van Saint-Maixent-de-Beugné met de belangrijkste infrastructuur en aangrenzende gemeenten.

## Demografie
Onderstaande figuur toont het verloop van het inwonertal (bron: INSEE-tellingen).